# Marian Constantinescu
Marian Constantin Constantinescu (sinh ngày 8 tháng 8 năm 1981 ở Bucharest) là một cầu thủ bóng đá người România chơi ở vị trí tiền đạo cho Juventus București.

## Sự nghiệp câu lạc bộ

### Concordia Chiajna
Constantinescu chuyển nhượng tự do từ FC Brașov đến câu lạc bộ hiện tại Concordia Chiajna ngày 1 tháng 7 năm, 2016, nơi anh đã thi đấu 23 trận, ghi 2 bàn.
Ngày 18 tháng 9 năm 2016, Constantinescu giúp đội bóng có trận hòa trước CS U Craiova với cú xe đạp chổng ngược vào phút thứ 75, giúp đội bóng giành được điểm số thứ 8 trong mùa giải này.